# 卡尼斯波因特 (新澤西州)
卡尼斯波因特（英語：Carneys Point）是位於美國新澤西州塞勒姆縣的普查規定居民點。

## 人口
根據2020年美國人口普查的數據，卡尼斯波因特的面積為22.86平方千米，當中陸地面積為21.70平方千米，而水域面積為1.15平方千米。當地共有人口7841人，而人口密度為每平方千米343人。